# Corynopuntia grahamii
Corynopuntia grahamii es una especie de planta perteneciente a la familia Cactaceae que se distribuye en Chihuahua, Coahuila, Durango y Zacatecas en México y Nuevo México y Texas en Estados Unidos. La palabra grahamii es un epíteto en honor a James Duncan Graham, topógrafo y coronel estadounidense, jefe del cuerpo de científicos del Mexican Boundary Survey.

## Descripción
Tiene crecimiento subarbustivo, cespitoso, formando cúmulos y matorrales bajos enterrados en la arena, incluso con raíces en las areolas, ramificaciones terminales claviformes, de color verde claro, obovadas. Areolas de 3 mm de diámetro, con lana blanca. De 8 a 15 espinas delgadas, ligeramente ásperas, algunas cilíndricas y otras aplanadas, blancas cuando jóvenes y rojizas una vez maduras de hasta 6 cm de longitud, gloquidios numerosos de 4 mm de largo, de tonos claros, persisten en tallos maduros. La flor de 5 cm de diámetro y color amarillo. El fruto oblongo u ovoide, de 4.5 cm de longitud, con areolas, gloquidos y espinas delgadas. La semilla de 5 mm de diámetro.
Se cultiva y recolecta para su comercialización como planta ornamental.

## Distribución
Habita los estado de Chihuahua, Coahuila, Durango y Zacatecas en México y Nuevo México y Texas en Estados Unidos.

## Hábitat
Habita matorrales xerófilos típicos del desierto chihuahuense.

## Estado de conservación
No se conocen amenazas para la conservación de esta especie, a pesar de ser comercializada, esto no representa una amenaza mayor.